# Aマッソのゲラニチョビ
Aマッソのゲラニチョビは、静岡朝日テレビ制作によるインターネットテレビ局・SunSetTVの映像コンテンツ。2016年9月28日から2020年3月30日まで配信された。

## 概要
Aマッソがさまざまな企画に挑戦する番組で、2016年9月よりチャレンジ企画として配信を開始し、視聴者からの好評を得てレギュラー配信が開始された。
タイトルの「ゲラニチョビ」とは、Aマッソが考案した楽しそうな雰囲気を伝える造語。
2020年3月までの約3年半の間で全81回の配信や、静岡朝日テレビ（地上波）での放映、同じくSunSetTVで配信されていた番組『霜降り明星のパパユパユパユ』とのコラボ番組の制作が行われた。また、中でも5回行われた旅企画のうち、初回である静岡県を舞台にした「マジカル・オオギリー・ツアー」はのちに未公開映像を加えた完全版としてDVD化されている。
2020年10月、Aマッソが女芸人No.1決定戦 THE W決勝に初進出したことを記念し、記者会見当日に収録した「Aマッソの@@ニチョビ『汐留・テレビサイズ・ツアー』」をAマッソ公式YouTubeチャンネルにて公開。動画内にて「THE W」のネタはゲラニチョビチームのプロジェクトの一環ということが明かされた。

## 出演者
- Aマッソ（加納・村上）

### 準レギュラー
- フワちゃん（初登場時 SF世紀宇宙の子）
  - #20にてエキストラとして出演[6]し、#22で正式に初登場。

その後、#24（電話のみ）〜#25、#31〜#35、静岡朝日テレビ本社での「裏あさひテレビ祭」などに出演。

## 放送内容

### 霜降りAマッソ 笑いの修学旅行
- 京都編（静岡朝日テレビ、2018年2月10日・25日、12月29日）[3]
- 沖縄編（静岡朝日テレビ、2019年1月30日・2月6日）[4]

## 配信元
| 配信元   | 配信開始日    | 備考                                                                                           |
| -------- | ------------- | ---------------------------------------------------------------------------------------------- |
| YouTube  | 2016年9月28日 | 2018年4月13日よりSunSetTVでの配信開始に伴い終了 2018年5月4日よりSunSetTVから遅れての配信に変更 |
| SunSetTV | 2016年9月28日 | 2018年4月13日より配信開始 2020年3月31日終了                                                    |

## DVD
| 発売日         | タイトル                                                                      | 備考  |
| -------------- | ----------------------------------------------------------------------------- | ----- |
| 2019年11月27日 | Aマッソのゲラニチョビ マジカル・オオギリー・ツアー 〜ディレクターズカット版〜 | [ 5 ] |